# Lars Martin Johansson
Lars Martin Johansson är en fiktiv polis i Leif G.W. Perssons kriminalromaner och debuterar i Grisfesten från 1978. I filmversionen Mannen från Mallorca från 1984 spelades Johansson av Tomas von Brömssen. I tv-serien En pilgrims död från 2013 spelas han av Rolf Lassgård.

## Fiktiv biografi

### Bakgrund
Johansson är född i mars 1943 och son till Evert och Ellna, han har sex syskon, tre systrar och tre bröder. Johansson avlider 2010 i september, under älgjakten. Under hans barndom var hans pappa, Evert, så orolig för hans hälsa att han tog honom till läkare. Det som oroade fadern var sonens stora intresse för att läsa. Hans grundläggande utbildning består i sju års folkskola och två års folkhögskola. Johansson genomförde värnplikten vid I 21 i Sollefteå. En uppgift gör gällande att Johansson skulle ha innehaft graden överfurir, vilket skulle indikera att Johansson engagerat sig i FBU:s befordringsutbildning.
Jakt är ett av Johanssons stora intresse. Han åker årligen tillbaka till sin hembygd för att delta i älgjakten tillsammans med sina bröder och sin far. Johansson sköt sin första hare vid 12 års ålder. Johansson flyttade till Stockholm sommaren 1962 och började på polisskolan samma höst. Efter inledande tjänstgöring vid ordningspolisen börjar Johansson på kriminalpolisen. 1972 tjänstgjorde han vid rikspolisens narkotikarotel och 1975 började han vid centrala spaningsroteln på Stockholmskriminalen.

### Privatliv
Johansson gifte sig år 1968 med Gunilla, som arbetade som kontorist vid polisen. Med henne har han två barn, Göran (född 1969) och Helena (född 1970). De skilde sig 1975 och han bor sedan skilsmässan i en fyrarummare på Wollmar Yxkullsgatan. Johansson är vid tidpunkten för den sista romanen (Den döende detektiven) gift med Pia, som är 20 år yngre och arbetar på posten.
Bo Jarnebring, som i Mannen från Mallorca spelas av Sven Wollter, är en av Johanssons närmaste vänner. De arbetade tillsammans på spaningsroteln vid Polismyndigheten i Stockholm, där Jarnebring fortfarande arbetar samtidigt som Johansson gjort karriär inom polisen.

## Karriär
- Grisfesten, kriminalinspektör placerad på centrala spaningsroteln.
- Profitörerna, placerad på Rikspolisstyrelsens personalbyrå.
- Samhällsbärarna, polisintendent, tillförordnad chef för Rikskriminalen. I slutet av romanen söker och får Johansson en tjänst som personalchef.
- Mellan sommarens längtan och vinterns köld, tillförordnad chef för Rikskriminalen, sedermera chef (byråchef) för Rikspolisstyrelsens personalbyrå (se föreg. bok)
- En annan tid, ett annat liv, "ambulerande polischef" till Rikspolisstyrelsens och Regeringskansliets förfogande, sedermera chef för SÄPO:s operativa verksamhet (efterträdde byråchefen Berg som innehaft posten i alla tidigare böcker)
- Linda – som i Lindamordet, Byråchef hos Rikspolisstyrelsen
- Faller fritt som i en dröm, chef för Rikskriminalen
- Den som dödar draken, avgående chef för Rikskriminalen
- Den döende detektiven, pensionär

## Filmer och TV-serier
- 1984 - Mannen från Mallorca (spelad av Tomas von Brömssen)
- 2013 - En pilgrims död (spelad av Rolf Lassgård[1])
- 2014–2015 - Den fjärde mannen (spelad av Rolf Lassgård[1])
- 2018 - Den döende detektiven (spelad av Rolf Lassgård[1])